# Солдатов, Владимир Владимирович
SOLDATOV (настоящее имя — Владимир Владимирович Солдатов, род. 30 июля 1987, Нижний Тагил, Свердловская область, Россия) — российский артист, музыкант, музыкальный продюсер, диджей, радиоведущий и телеведущий, актёр кино. Экс-участник групп Т9 и Банд'Эрос. Автор популярного хита «Ода нашей любви».

## Биография
Владимир родился 30 июля 1987 года в Свердловской области, детство провёл в Нижнем Тагиле, учился в гимназии № 86 и лицее № 51. Позже поступил в Санкт-Петербургский государственный институт кино и телевидения.
На уроках литературы в школе вместо сочинений сдавал авторские стихи собственного исполнения на заданную тему, а первую песню написал в возрасте 14 лет.
Стал известен благодаря группе Т9, солистом и основателем которой он являлся с 2007 по 2014 год, в которой он написал и выпустил трек «Ода нашей любви». Трек был написан первой девушке за 50 минут по дороге с подработки в студенческое общежитие. Сингл стал самым ротируемым русскоязычным хитом на всех радиостанциях, за что получил премию «Бог Эфира».
В следующие 7 лет Владимир продолжил карьеру в составе группы Банд'Эрос.
Является номинантом и обладателем премий МУЗ-ТВ, Золотой Граммофон, ЖАРА MEDIA, а также  других премий ТВ, радио и журналов в составе обеих групп, а также в рамках своего сольного проекта. В конце 2022 года исполнитель завершил работу по контракту с группой Банд’Эрос и принял решение начать свою сольную карьеру под псевдонимом SOLDATOV.
Выпустил альбом «Т10», который был своеобразным завершением «старой эпохи» творчества, так как он состоит из невыпущенных ранее треков, лежавших «в столе» в период работы в группах Т9 и Банд’Эрос.
28 июня состоялась премьера ремейка на трек «Ода Нашей любви» совместно с Валей Карнавал.
29 июня вышел клип на этот трек, который был спродюсирован командой Александра Романова (Romanov Production)
Трек попал в чарт Яндекс Музыки, а клип набрал более 25 миллионов просмотров.

## Личная жизнь
Владимир Солдатов женат, вместе с супругой Дарьей воспитывают сына Серафима.

## Достижения и награды
- 2009 — номинант национальной телевизионной «Премии Муз-ТВ» в номинации «Лучшая песня» за песню «Ода нашей любви (Вдох-Выдох)»
- 2009 — номинант национальной телевизионной «Премии Муз-ТВ» в номинации «Лучший хип-хоп проект»
- 2009 — национальная музыкальная премия «Золотой граммофон» за песню «Ода нашей любви»
- 2009 — премия «Бог эфира» в номинации «Лучший саундтрек»
- 2024 — номинант премии Жара Media Awards номинации «Ремейк Года»
- 2025 — награда Platinum Release по версии National Federation of Music Industry

## Дискография

### Синглы
| Год  | Сингл                                  | Состав группы |
| ---- | -------------------------------------- | ------------- |
| 2008 | «Ода нашей любви»                      | Т9            |
| 2008 | «Кто-то развёл мосты»                  | Т9            |
| 2008 | «Улыбнись мне»                         | Т9            |
| 2008 | «Nockio»                               | Т9            |
| 2008 | «Рай и Адъ»                            | Т9            |
| 2008 | «Она»                                  | Т9            |
| 2008 | «Календарь»                            | Т9            |
| 2008 | «Питер-Москва»                         | Т9            |
| 2008 | «Летняя»                               | Т9            |
| 2008 | «Король без короны»                    | Т9            |
| 2008 | «В клубе холодно»                      | Т9            |
| 2008 | «Певица»                               | Т9            |
| 2008 | «Колыбельная»                          | Т9            |
| 2008 | «Черновики грусти»                     | Т9            |
| 2008 | «Time»                                 | Т9            |
| 2008 | «Где-то далеко»                        | Т9            |
| 2010 | «Корабли»                              | Т9            |
| 2012 | «До слёз и обратно»                    | Т9            |
| 2012 | «Белка и Стрелка» — саундтрек к фильму | Т9            |
| 2014 | «Шаг»                                  | Т9            |
| 2014 | «Ты здесь»                             | Т9            |
| 2015 | «Моя печаль»                           | Банд’Эрос     |
| 2015 | «Ч/Б»                                  | Банд’Эрос     |
| 2017 | «Дорога к тебе»                        | Банд’Эрос     |
| 2017 | «Латина»                               | Банд’Эрос     |
| 2017 | «Эрогенная зона»                       | Банд’Эрос     |
| 2018 | «72000»                                | Банд’Эрос     |
| 2022 | «Комфорт»                              | SOLDATOV      |
| 2022 | «Песня о лете»                         | SOLDATOV      |
| 2022 | «Набросок»                             | SOLDATOV      |
| 2022 | «Дождь»                                | SOLDATOV      |
| 2022 | «Первый раз»                           | SOLDATOV      |
| 2022 | «Кассета»                              | SOLDATOV      |
| 2022 | «Мой город»                            | SOLDATOV      |
| 2022 | «Кино»                                 | SOLDATOV      |
| 2022 | «Вдох-Выдох»                           | SOLDATOV      |
| 2022 | «Так легко»                            | SOLDATOV      |
| 2022 | «Новогодняя пицца»                     | SOLDATOV      |
| 2023 | «Куда глаза глядят»                    | SOLDATOV      |
| 2023 | «Диво Остров»                          | SOLDATOV      |
| 2024 | «Вдох-Выдох» (feat. Karna.val)         | SOLDATOV      |
| 2025 | «Вдох-Выдох 20 years (Remaster)»       | SOLDATOV      |

### Видеоклипы
- 2008 — «Черновики грусти»
- 2008 — «Летняя»
- 2009 — «Ода нашей любви»
- 2010 — «Дай мне пару минут»
- 2010 — «Корабли»
- 2016 — «Не то, что вы подумали»
- 2016 — «Ч/Б»
- 2017 — «Эрогенная зона»
- 2018 — «72000»
- 2019 — «Латина»
- 2022 — «Вдох-Выдох»
- 2023 — «Куда глаза глядят»
- 2023 — «Дай мне пару минут»
- 2024 — «Вдох-Выдох»

## Фильмография
- Короткометражный фильм «Мама» (2012)